# Bahnstrecke Borken–Burgsteinfurt
| Strecke                                                  |      | Staatsbahnstrecke von Dorsten                                                   | Staatsbahnstrecke von Dorsten                                                   |
| Kopfbahnhof Strecke ab hier außer Betrieb                | 0,0  | Borken (Westf)                                                                  | Borken (Westf)                                                                  |
| Abzweig geradeaus und nach links (Strecke außer Betrieb) |      | ehem. Staatsbahnstrecke nach Winterswijk (NL)                                   | ehem. Staatsbahnstrecke nach Winterswijk (NL)                                   |
| Haltepunkt / Haltestelle (Strecke außer Betrieb)         | 1,3  | Gemen                                                                           | Gemen                                                                           |
| Bahnhof (Strecke außer Betrieb)                          | 5,9  | Weseke                                                                          | Weseke                                                                          |
| Bahnhof (Strecke außer Betrieb)                          | 10,4 | Südlohn                                                                         | Südlohn                                                                         |
| Haltepunkt / Haltestelle (Strecke außer Betrieb)         | 14,1 | Hundewick                                                                       | Hundewick                                                                       |
| Abzweig geradeaus und von links (Strecke außer Betrieb)  |      | Stichstrecke nach Vreden (s. u.)                                                | Stichstrecke nach Vreden (s. u.)                                                |
| Brücke (Strecke außer Betrieb)                           |      |                                                                                 |                                                                                 |
| Bahnhof (Strecke außer Betrieb)                          | 17,7 | Stadtlohn Betriebswerk mit Lokschuppen                                          | Stadtlohn Betriebswerk mit Lokschuppen                                          |
| Brücke über Wasserlauf (Strecke außer Betrieb)           |      | Berkel                                                                          | Berkel                                                                          |
| Bahnhof (Strecke außer Betrieb)                          | 22,4 | Almsick                                                                         | Almsick                                                                         |
| Haltepunkt / Haltestelle (Strecke außer Betrieb)         | 26,3 | Quantwick                                                                       | Quantwick                                                                       |
| Abzweig ehemals geradeaus und von rechts                 |      | Staatsbahnstrecke von Coesfeld                                                  | Staatsbahnstrecke von Coesfeld                                                  |
| Bahnhof                                                  | 30,2 | Ahaus (DB)                                                                      | Ahaus (DB)                                                                      |
|                                                          |      |                                                                                 |                                                                                 |
| Abzweig geradeaus und nach links                         |      | Staatsbahnstrecke nach Gronau, ehem. Privatbahnstrecke nach Alstätte (abgebaut) | Staatsbahnstrecke nach Gronau, ehem. Privatbahnstrecke nach Alstätte (abgebaut) |
|                                                          |      |                                                                                 |                                                                                 |
| Abzweig ehemals geradeaus und nach rechts                |      | Anschlussgleis BZA                                                              | Anschlussgleis BZA                                                              |
| Haltepunkt / Haltestelle (Strecke außer Betrieb)         | 33,0 | Ahler Kapelle                                                                   | Ahler Kapelle                                                                   |
| Bahnhof (Strecke außer Betrieb)                          | 37,7 | Nienborg-Heek                                                                   | Nienborg-Heek                                                                   |
| Bahnhof (Strecke außer Betrieb)                          | 46,0 | Metelen Ort                                                                     | Metelen Ort                                                                     |
| Abzweig ehemals geradeaus und von links                  |      | Staatsbahnstrecke von Gronau                                                    | Staatsbahnstrecke von Gronau                                                    |
| Bahnhof                                                  | 54,5 | Burgsteinfurt                                                                   | Burgsteinfurt                                                                   |
| Strecke                                                  |      | Staatsbahnstrecke nach Münster                                                  | Staatsbahnstrecke nach Münster                                                  |

| Kopfbahnhof Streckenanfang (Strecke außer Betrieb)       | 0,0 | Vreden (Westf)                           | Vreden (Westf)                           |
| Haltepunkt / Haltestelle (Strecke außer Betrieb)         | 5,4 | Wenningfeld                              | Wenningfeld                              |
| Haltepunkt / Haltestelle (Strecke außer Betrieb)         | 7,8 | Wessendorf                               | Wessendorf                               |
| Abzweig geradeaus und von rechts (Strecke außer Betrieb) |     | Strecke von Borken (s. o.)               | Strecke von Borken (s. o.)               |
| Bahnhof (Strecke außer Betrieb)                          | 9,2 | Stadtlohn                                | Stadtlohn                                |
| Strecke (außer Betrieb)                                  |     | Strecke nach Ahaus/Burgsteinfurt (s. o.) | Strecke nach Ahaus/Burgsteinfurt (s. o.) |
|                                                          |     |                                          |                                          |
| Quellen:                                                 |     |                                          |                                          |

Die Bahnstrecke Borken–Burgsteinfurt war eine normalspurige Bahnstrecke der Westfälischen Landes-Eisenbahn (WLE), auch Nordbahn (WLE) genannt.

## Geschichte

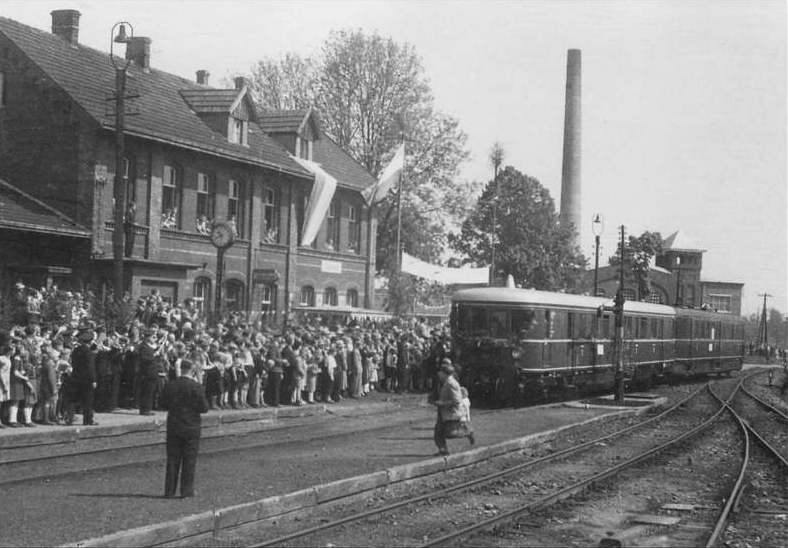
Eröffnungsfahrt des Heckeneilzuges Grenzlandexpreß (Bahnhof Stadtlohn am 20. Mai 1951)

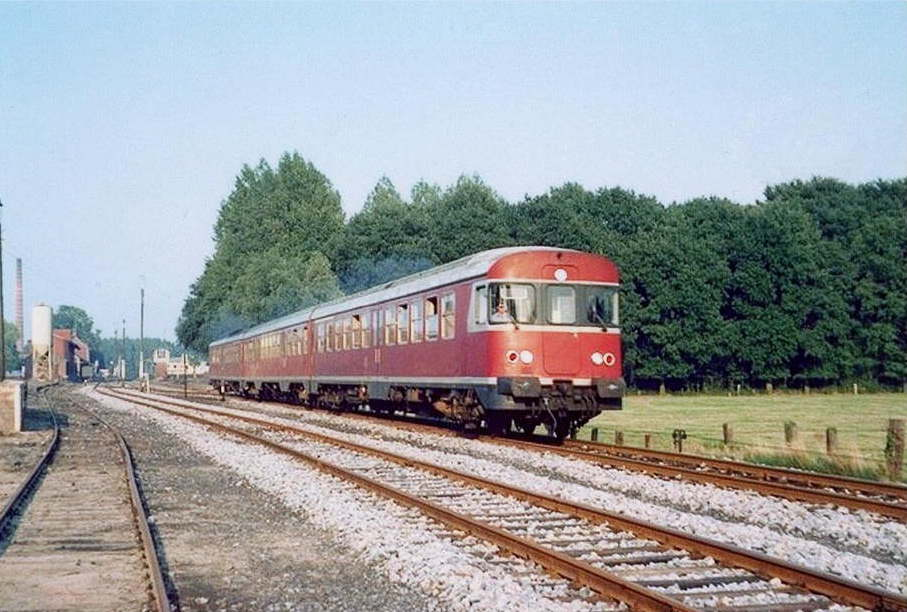
Der Grenzlandexpreß im Bahnhof Stadtlohn in Richtung Südlohn (1975)

Die Strecke wurde am 1. Oktober 1902 nach siebenjähriger Planungs- und Bauarbeit eröffnet. Sie sollte die Mobilität in der abgeschiedenen Grenzregion des Westmünsterlandes erhöhen und den Transport landwirtschaftlicher Güter und Textilprodukte in die wirtschaftlichen Ballungsräume ermöglichen. Unterwegs wurden acht Bahnhöfe und sechs Haltepunkte angelegt. In Borken zweigte die Strecke von der Bahnlinie Winterswijk–Dorsten ab und mündete in Burgsteinfurt in die Strecke Enschede–Münster. In Ahaus wurde die Bahnstrecke Dortmund–Gronau gekreuzt sowie die Bahnstrecke Ahaus–Enschede Zuid tangiert. In Stadtlohn begann eine 9,2 Kilometer lange Stichstrecke nach Vreden.
In Folge der einsetzenden Massenmotorisierung, veränderter verkehrspolitischer Prioritäten und ausgedünnter Fahrpläne wurde der regelmäßige Personenverkehr bereits am 31. Mai 1958 zwischen Stadtlohn und Vreden beendet; am 30. September 1962 folgte der Abschnitt Burgsteinfurt–Borken. Mit Ausnahme zweier täglicher Heckeneilzugpaare, dem seit dem 20. Mai 1951 verkehrenden Grenzlandexpreß (Rheine–Bentheim–Gronau–Bottrop–Kettwig–Düsseldorf–Neuß–Mönchengladbach) wurde kein Personenverkehr mehr durchgeführt. Trotz guter Nutzungszahlen musste auch der Grenzlandexpreß am 27. September 1975 eingestellt werden, nachdem die Einnahmen durch den zurückgehenden Güterverkehr hier immer weiter sanken und die nordrhein-westfälische Landesregierung der finanziell angeschlagenen WLE Finanzhilfen nur unter der Bedingung zusicherte, dass diese verschiedene Strecken aufgebe und ihr Fahrplanangebot ausdünne.

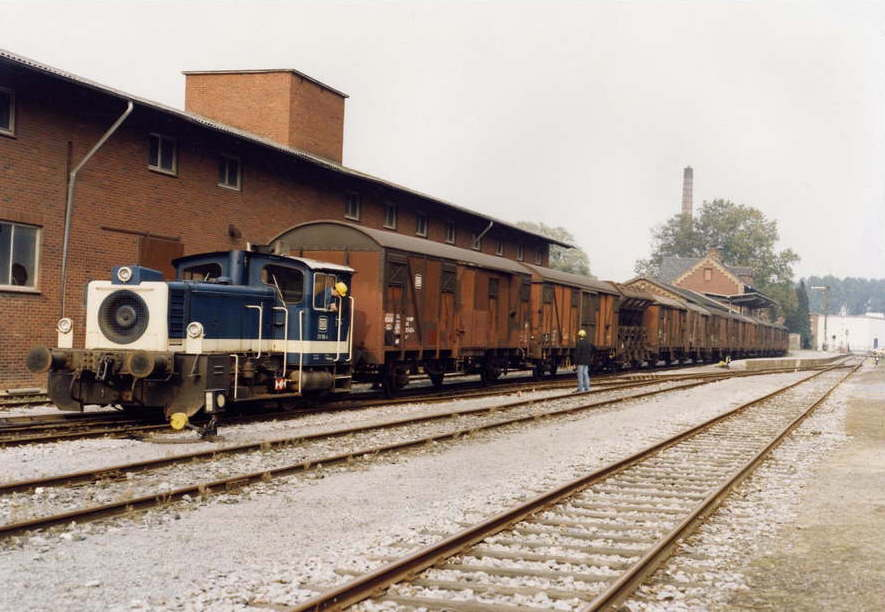
Bahnhof Stadtlohn (26. September 1986)

Das Betriebsende für den Güterverkehr zwischen Burgsteinfurt und Ahaus kam bereits am 31. Dezember 1972. Nach temporärer Streckenertüchtigung blieb ein Reststück von Ahaus nach Nienborg–Heek bis zum 1. November 1987 erhalten, um Grubenmaterial aus dem Ruhrgebiet für den Bau der A 31 anzuliefern. Der Güterverkehr zwischen Ahaus und Stadtlohn endete am 27. September 1975. 1984 ging die Bedienung des Verkehrs auf die Bundesbahn über. Die Strecke selbst blieb jedoch im Besitz der WLE. Am 31. Januar 1988 wurde der Güterverkehr Vreden–Stadtlohn–Borken durch die DB eingestellt, gefolgt von Stilllegung und sofortigem Abbau der gesamten Gleisanlagen.

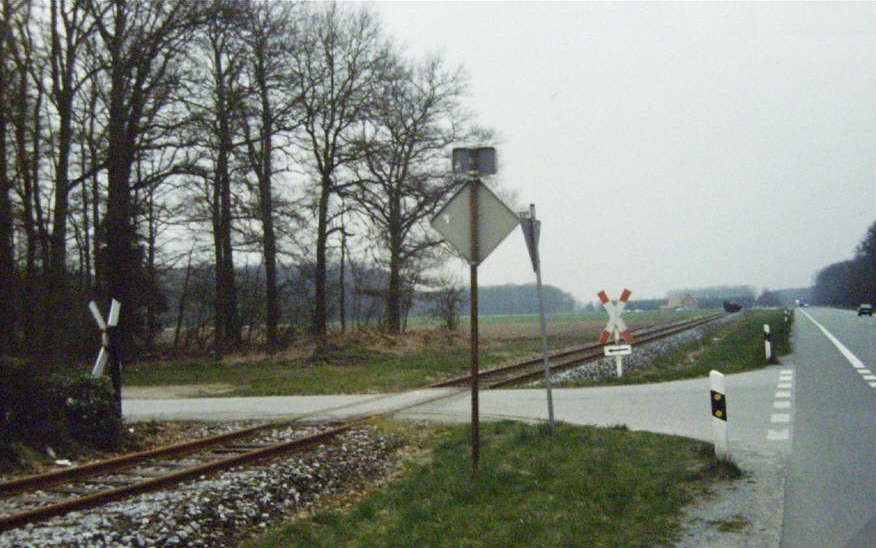
Kurz vor dem Abbau der Gleisanlagen zwischen Gemen und Weseke (Frühjahr 1988)

Bis zuletzt versuchten lokale Initiativen vergeblich, die Trasse im Rahmen einer Museumsbahn von Stadtlohn über Borken nach Winterswijk zu erhalten; zuletzt nur noch den Abschnitt Stadtlohn–Weseke.
Museal wird im ehemaligen Bahnhof Stadtlohn an die Nordbahn erinnert.

## Zukunft
Am 22. Februar 2021 stimmte der Verkehrsausschuss des Kreises Borken einstimmig für die Beantragung einer Machbarkeitsstudie, die die mögliche Reaktivierung der 30,2 km langen Teilstrecke von Borken bis nach Ahaus untersuchen soll. Ziel sei es, das ÖPNV-Angebot für die 112.000 Bewohner entlang der Strecke aufzuwerten, Reisezeiten zu verringern sowie Fahrgastpotentiale und Netzeffekte zu heben. Seit dem Abbau 1988 sind Stadtlohn und Vreden die einzigen Mittelzentren im Münsterland ohne Gleisanschluss. Ihrerseits derzeit getrennt, böten die Bahnhöfe Ahaus und Borken zudem eine verbesserte Anbindung des Kreises Borken an die Fernbahnhöfe Enschede, Dortmund und Essen. Der damalige nordrhein-westfälische Verkehrsminister Hendrik Wüst (CDU) begrüßte das Vorhaben. Die endgültige Beantragung hängt von der Zustimmung des Borkener Kreistages, der Anrainerkommunen und des Zweckverband Schienenpersonennahverkehr Münsterland ab und würde sich gegebenenfalls an den Zweckverband Nahverkehr Westfalen-Lippe (NWL) richten. Der Umweltausschuss des Gemeinderats Südlohn stimmte im März 2021 mehrheitlich für die Beteiligung an einer Machbarkeitsstudie zur Reaktivierung. Zwei Wählergruppen lehnen die Reaktivierung dagegen ab.